# Aleksej Vorobjov
Aleksej Vladimirovitj Vorobjov (ryska: Алексей Владимирович Воробьёв) född 19 januari 1988 i Tula, Ryska SFSR, Sovjetunionen, är en rysk sångare och skådespelare.

## Eurovision Song Contest
Vorobjov deltog i Rysslands nationella uttagning till Eurovision Song Contest 2008, med låten "Novaja Russkaja Kalinka". År 2009 deltog han återigen, denna gång med låten "Angelom Byt". Han vann inte.
Den 5 mars 2011 valdes Vorobjov att representera Ryssland vid Eurovision Song Contest 2011 i Düsseldorf, med låten "Get You", skriven av den svenska låtskrivaren RedOne.  Vorobjov slutade på plats 16 i finalen den 14 maj 2011. Han fick totalt 77 poäng.

## Olycka
Den 22 januari 2013 besökte Vorobjov Los Angeles för att fira sin 25-årsdag när han kraschade sin bil i hög hastighet och hamnade i koma. Han återfick medvetandet först den 24 januari.